# Leichtathletik-Länderkampf der Frauen 1961 Tschechoslowakei – BR Deutschland
| 6. Leichtathletik-Länderkampf mit bundesdeutscher Beteiligung 1961 | 6. Leichtathletik-Länderkampf mit bundesdeutscher Beteiligung 1961 |               |
| ------------------------------------------------------------------ | ------------------------------------------------------------------ | ------------- |
|                                                                    |                                                                    |               |
| Ländervergleich der Frauen: Tschechoslowakei – BR Deutschland      |                                                                    |               |
| Austragungsort                                                     | Pilsen                                                             |               |
| Wettbewerbe                                                        | 10                                                                 |               |
| Datum                                                              | 12. August 1961                                                    |               |
| 1. FRG 2. CSK                                                      | 74 Punkte 32 Punkte                                                |               |
| Chronik                                                            |                                                                    |               |
| ← FRG-USA (M)                                                      | FIN-FRG (M) →                                                      | FIN-FRG (M) → |

Im sechsten Vergleich des Länderkampfjahres 1961 trafen sich die bundesdeutschen Frauen am 12. August in Pilsen mit den Leichtathletinnen der Tschechoslowakei. Die drei vorangegangenen Begegnungen hatte Deutschland gewonnen.

## Wettbewerbe und Modus
Wie im Länderkampf gegen die USA am 17. Juli in Karlsruhe standen zehn Wettbewerbe auf dem Programm, einer weniger als in den Frauenländerkämpfen dieser Zeit üblich. Ausgetragen wurden die damaligen zehn olympischen Frauenwettbewerbe. Es fehlte der bei Ländervergleichen in der Regel zusätzlich durchgeführte 400-Meter-Lauf, eine Disziplin, die 1964 auch bei den Frauen olympisch wurde. Die Wertung erfolgte in allen Disziplinen nach dem Standardsystem.

## Ergebnis
Die bundesdeutschen Leichtathletinnen gestalteten das Aufeinandertreffen hoch dominant. Sie entschieden alle zehn Wettbewerbe für sich, sechs davon mit Doppelerfolgen. Das Endergebnis war mit zu 74 zu 32 Punkten sehr eindeutig.

## Resultate

### 100 m
| Platz | Athletin         | Land | Zeit (s) |
| ----- | ---------------- | ---- | -------- |
| 1     | Maren Collin     | FRG  | 12,1     |
| 2     | Renate Bronnsack | FRG  | 12,4     |
| 3     | Vlasta Bubiková  | CSK  | 12,5     |
| 4     | Alena Grymová    | CSK  | 12,6     |

### 200 m
| Platz | Athletin         | Land | Zeit (s) |
| ----- | ---------------- | ---- | -------- |
| 1     | Jutta Heine      | FRG  | 24,4     |
| 2     | Maria Jeibmann   | FRG  | 25,2     |
| 3     | Jirina Soldatová | CSK  | 25,5     |
| 4     | Alena Grymová    | CSK  | 26,0     |

### 800 m
| Platz | Athletin         | Land | Zeit (min) |
| ----- | ---------------- | ---- | ---------- |
| 1     | Antje Gleichfeld | FRG  | 2:10,3     |
| 2     | Bedřiška Kulhavá | CSK  | 2:13,4     |
| 3     | Rosemarie Nitsch | FRG  | 2:16,4     |
| 4     | Monika Kropacová | CSK  | 2:17,2     |

### 80 m Hürden
| Platz | Athletin        | Land | Zeit (s) |
| ----- | --------------- | ---- | -------- |
| 1     | Erika Fisch     | FRG  | 11,1     |
| 2     | Ingrid Schlundt | FRG  | 11,2     |
| 3     | Vlasta Bubiková | CSK  | 11,6     |
| 4     | Anna Zabrsová   | CSK  | 12,2     |

### 4 × 100 m Staffel
| Platz | Besetzung        | Land                                                       | Zeit (s) |
| ----- | ---------------- | ---------------------------------------------------------- | -------- |
| 1     | BR Deutschland   | Erika Fisch Maren Collin Renate Bronnsack Jutta Heine      | 46,0     |
| 2     | Tschechoslowakei | Vlasta Bubiková Libuše Kralicková Jirina Soldatová Kubcová | 48,7     |

### Hochsprung
| Platz | Athletin       | Land | Höhe (m) |
| ----- | -------------- | ---- | -------- |
| 1     | Ingrid Becker  | FRG  | 1,63     |
| 2     | Ilia Hans      | FRG  | 1,58     |
| 3     | Jana Vitová    | CSK  | 1,58     |
| 4     | Milada Popková | CSK  | 1,55     |

### Weitsprung
| Platz | Athletin         | Land | Weite (m) |
| ----- | ---------------- | ---- | --------- |
| 1     | Helga Hoffmann   | FRG  | 6,05      |
| 2     | Gudrun Scheller  | FRG  | 5,84      |
| 3     | Libusa Hanzelová | CSK  | 5,44      |
| 4     | Anna Losová      | CSK  | 5,38      |

### Kugelstoßen
| Platz | Athletin           | Land | Weite (m) |
| ----- | ------------------ | ---- | --------- |
| 1     | Sigrun Grabert     | FRG  | 15,48     |
| 2     | Marlene Klein      | FRG  | 14,66     |
| 3     | Vera Matrasová     | CSK  | 14,41     |
| 4     | Ludmilla Jamborowá | CSK  | 14,29     |

### Diskuswurf
| Platz | Athletin           | Land | Weite (m) |
| ----- | ------------------ | ---- | --------- |
| 1     | Kriemhild Hausmann | FRG  | 52,75     |
| 2     | Jiřina Němcová     | CSK  | 50,62     |
| 3     | Štěpánka Mertová   | CSK  | 50,36     |
| 4     | Gudrun Kapolke     | FRG  | 47,04     |

### Speerwurf
| Platz | Athletin           | Land | Weite (m) |
| ----- | ------------------ | ---- | --------- |
| 1     | Almut Brömmel      | FRG  | 49,11     |
| 2     | Anneliese Gerhards | FRG  | 47,25     |
| 3     | Dana Zátopková     | CSK  | 47,08     |
| 4     | Klara Kostanecká   | CSK  | 43,07     |